# Мега (протока Оби)
Мега — протока реки Обь в Ханты-Мансийском автономном округе — Югре, длина — 30 км. Название происходит от хантыйского хант. мехи, меги, мегий — «излучина», «изгиб», «крутой поворот реки». Ответвляется справа от протоки Баграс на высоте около 31,7 м, впадает в Обь на высоте 31,3 м над уровнем моря.

## Физико-географическая характеристика
Вместе с Баграсой, Мулкой и другими является одной из основных проток Оби в окрестностях Нижневартовска. На берегу реки расположен город Мегион.
Река находится в пределах мегионского и пылинского нефтяных месторождений.
У посёлка Баграс на берег Меги в августе 1958 года высадились геологоразведчики, приплывшие Нарыма Томской области, позже создавшие Нижне-Вартовскую партию глубокого бурения треста «ЗапСибнефтегеология».

## Экология
Вдоль Меги растут небольшие лесные массивы и есть участки леса, которые планируется расширять в дальнейшем путём целенаправленного увеличения количества зелёных насаждений. Вместе с технологическими мерами это должно защитить почву от эрозии и оползней, так как ежегодно берег Меги обрушивается примерно на метр.
Для улучшения экологического состояния и с целью сбережения природных ресурсов на побережье Меги устанавливается 100 метровая водоохранная зона и прилегающую местность решено очистить от самовольных построек.
На реке действует паромная переправа.

## Данные водного реестра
По данным государственного водного реестра России относится к Верхнеобскому бассейновому округу, водохозяйственный участок реки — Обь от впадения реки Вах до города Нефтеюганск, речной подбассейн реки — Обь ниже Ваха до впадения Иртыша. Речной бассейн реки — (Верхняя) Обь до впадения Иртыша.
Код объекта в государственном водном реестре — 13011100112015200041071.